# Pavol Habera
Pavol Habera (ur. 12 kwietnia 1962 w Breznie), znany także jako Paľo Habera – słowacki piosenkarz, kompozytor i aktor musicalowy. Członek zespołu rockowego Team.
Z wykształcenia jest ekonomistą. Karierę rozpoczął w grupie muzycznej Avion, a od 1988 r. jest związany z zespołem Team.
Występuje w musicalu Traja mušketieri w praskim teatrze Broadway. Jego żoną jest czeska modelka Daniela Peštová, z którą ma córkę Elę.
Był członkiem jury programu Slovensko hľadá SuperStar.